# Weichsel-Boulevard (Krakau)
|                                     | Dieser Artikel wurde im Portal Polen zur Verbesserung eingetragen. Hilf mit, ihn zu bearbeiten, und beteilige dich an der Diskussion! |
| Vorlage:Portalhinweis/Wartung/Polen | |

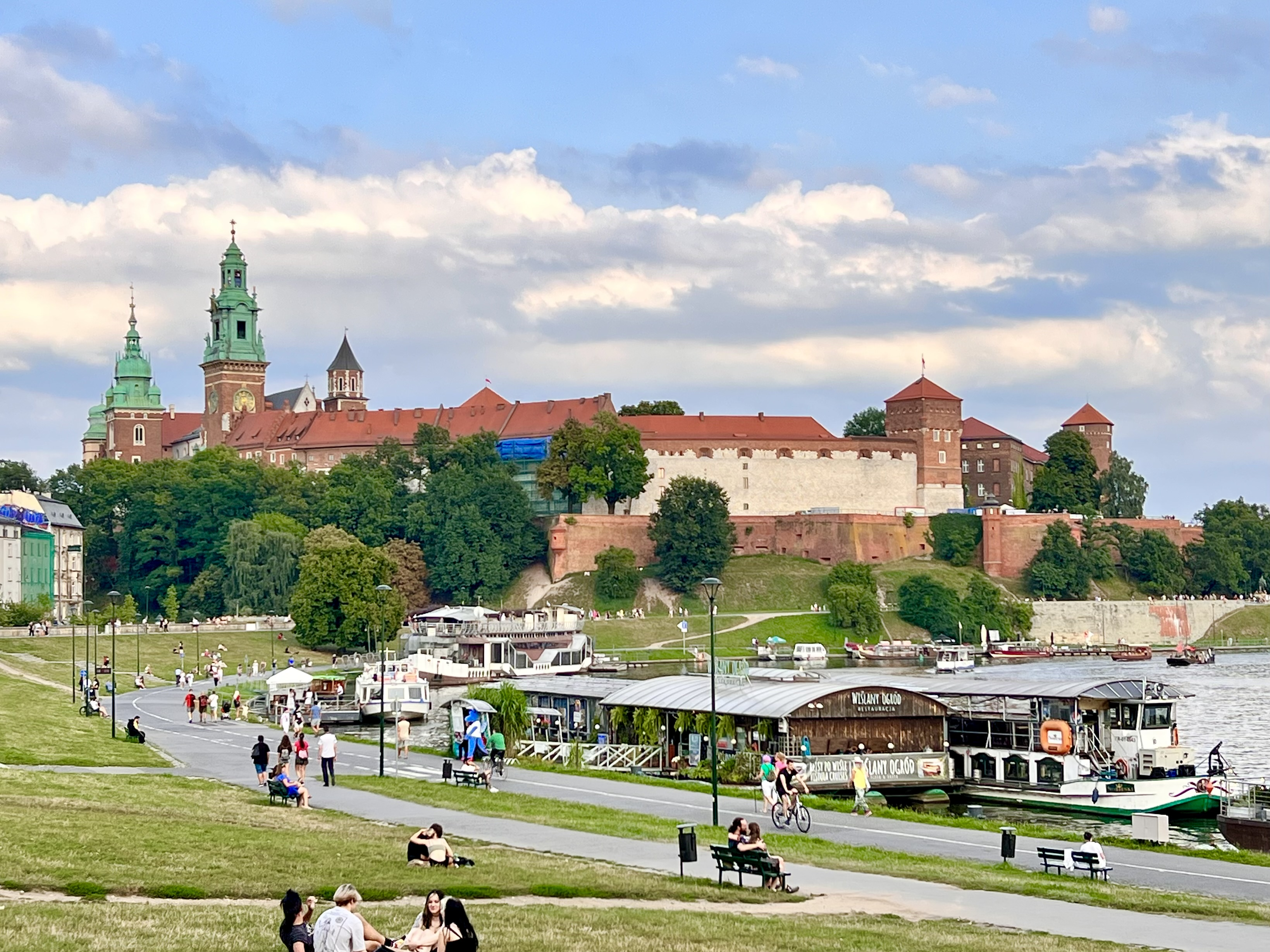
Blick 2023

Das Weichsel-Boulevard (polnisch Bulwary wiślane) befindet sich beidseits der Weichsel in Krakau. 

## Geschichte
Im Lauf des Mittelalters wurde der Lauf der Weichsel in Krakau mehrfach geändert. Die Weichselufer wurden ab dem 13. Jahrhundert mit Brücken verbunden, die Vorstadt Kazimierz wurde zur Insel, die von zwei Weichselarmen umflossen wurde. Von 1878 bis 1880 wurde der Flussarm Alte Weichsel zugeschüttet und der Fluss insgesamt in den Jahren von 1905 bis 1909 reguliert. 1961 wurde der Wasserstand in der Innenstadt durch eine Staustufe in Dąbie reguliert. Seither ist das Boulevard insbesondere in den Sommermonaten eine beliebte Flaniermeile der Krakauer.

## Nachweise
- Praca zbiorowa: Kraków plan miasta. Kraków: 2023. ISBN 978-83-8190-859-7.